# Lhokseumawe
Lhokseumawe (indonesisch Kota Lhokseumawe, Aceh Lhôk Seumaw‘è, Jawi لهوکسيوماوي) ist eine autonome Stadt (indonesisch Kota)  in der indonesischen Provinz Aceh. Sie ist als Verwaltungseinheit der 2. Stufe den Regierungsbezirken (indonesisch Kabupaten) gleichgestellt. Mit knapp 200.000 Einwohnern auf 133 km² Fläche ist sie nach Banda Aceh die zweitgrößte Stadt der Provinz und befindet sich an 18. Position der 34 Städte auf der Insel Sumatra.

## Geographie
Lhokseumawe liegt im Nordosten Acehs und wird vom Kabupaten Aceh Utara umgeben. Die Stadt hat Meereszugang und liegt an der Straße von Malakka. Lhokseumawe erstreckt sich zwischen 4°54′ und 5°18′ n. Br. sowie zwischen 96°20′ und 97°21′ ö. L.
Wie die meisten Regionen in Indonesien hat Lhokseumawe tropisches Klima, dass sich in der trockenen Jahreszeit und der Regenzeit manifestiert. Im Jahr 2020 lagen die Temperaturen zwischen 21,0 °C (im Februar) und 34,6 °C (im September). Trockenster Monat war der August mit zwei Regentagen und 6,65 mm Niederschlag, während der Dezember in 17 Regentagen 455 mm Regen brachte. Die Luftfeuchtigkeit lag zwischen 69,5 % (tiefster Wert im Oktober) und 97,5 % (Höchstwert im Dezember), im Januar schien am längsten die Sonne (78,1 %).

## Verwaltungsgliederung
Die Stadt gliedert sich in vier Kecamatan (Distrikte, Unterbezirke) mit 66 Dörfern, die in der Provinz Aceh Gampong genannt werden. Eine weitere Untergliederung der Dörfer erfolgt in Dusun.
| Code 1   | Kecamatan Distrikt | Ibu Kota Verwaltungssitz | Fläche (km²) | Einw. Zensus 2010 2 | Volkszählung 2020 | Volkszählung 2020 | Volkszählung 2020 | Anzahl der Gampong | Anzahl der Gampong |
| Code 1   | Kecamatan Distrikt | Ibu Kota Verwaltungssitz | Fläche (km²) | Einw. Zensus 2010 2 | Einwohner 3       | 0Dichte 40        | Sex Ratio 5       | Anzahl der Gampong | Anzahl der Gampong |
| -------- | ------------------ | ------------------------ | ------------ | ------------------- | ----------------- | ----------------- | ----------------- | ------------------ | ------------------ |
| 11.73.01 | Muara Dua          | Cunda                    | 57,80        | 44.209              | 50.929            | 881,1             | 96,90             | 17                 |                    |
| 11.73.02 | Banda Sakti        | Lhokseumawe              | 11,24        | 73.542              | 77.802            | 6.921,9           | 98,82             | 18                 |                    |
| 11.73.03 | Blang Mangat00     | Punteut                  | 56,12        | 21.689              | 26.162            | 466,2             | 99,44             | 22                 |                    |
| 11.73.04 | Muara Satu         | Batuphat Barat           | 55,90        | 31.723              | 33.820            | 605,0             | 99,80             | 11                 |                    |
| 11.73    | Kota Lhokseumawe   | Kota Lhokseumawe         | 181,06       | 171.163             | 188.713           | 1.042,3           | 98,56             | 68                 |                    |

## Demographie
Zur siebten Volkszählung im September 2020 (indonesisch Sensus Penduduk – SP2020) lebten in der Stadt Lhokseumawe 188.713 Menschen, davon 95.037 Frauen (50,36 %) und 93.676 Männer (49,64 %). Gegenüber dem letzten Census (2010) stieg der Frauenanteil um 0,27 % (85.436:85.727).
Zur Volkszählung 2020 waren 99,36 % der Bevölkerung Muslime, 0,35 % Christen (505 Protestanten und 151 Katholiken) sowie 0,28 % Buddhisten. Im Kec. Banda Sakti war der Anteil der Muslime am geringsten, hier lebten anteilmäßig die meisten Christen (0,66 %) und Buddhisten (0,64 %). Zur Glaubensausübung gab es 120 Moscheen und 75 Gebetsräume (indonesisch Mushola), jedoch nur eine Kirche.

### Soziale Daten 2020
| Merkmal                                                            | Kabupaten | 0Provinz Aceh0 |
| ------------------------------------------------------------------ | --------- | -------------- |
| Arbeitslosenrate (%)                                               | 011,99    | 006,59         |
| Bevölkerung unterhalb der Armutsgrenze (Tsd.)0                     | 22,69     | 814,91         |
| Anteil der „armen Bevölkerung“ (indonesisch Penduduk miskin) (%)00 | 10,80     | 014,99         |
| HDI-Index                                                          | 77,31     | 071,99         |
| Lebenserwartung (in Jahren)                                        | 71,60     | 069,93         |
| Abhängigenquotient (%)                                             | 46,06     | 048,71         |
| Anteil der Altersgruppen                                           | 0Real0    | 0Prozentual0   |
| Kinder (<15 J.)                                                    | 051.9830  | 027,55         |
| arbeitsfähige Bevölkerung (15–64 J.)                               | 129.2010  | 068,46         |
| Rentner und Pensionäre (>65 J.)                                    | 007.5290  | 003,99         |

### Aktuelle Bevölkerungsdaten
Nachfolgende Tabelle gibt den Einwohnerstand per 31. Dezember 2022 wieder.
| Kecamatan           | Fläche | Einwohner gesamt | Männer | Frauen | Dichte Einw. je km² | Sex Ratio (100 M/F) |
| ------------------- | ------ | ---------------- | ------ | ------ | ------------------- | ------------------- |
| Muara Dua           | 026,29 | 051.987          | 25.659 | 26.328 | 1.977,4             | 97,46               |
| Banda Sakti         | 010,42 | 078.951          | 39.146 | 39.805 | 7.576,9             | 98,34               |
| Blang Mangat        | 051,40 | 027.516          | 13.707 | 13.809 | 0.535,3             | 99,26               |
| Muara Satu          | 051,29 | 034.406          | 17.177 | 17.229 | 0.670,8             | 99,70               |
| Kota Lhokseumawe000 | 139,40 | 192.860          | 95.689 | 97.171 | 1.383,5             | 98,47               |

## Geschichte
Im August 1986 wurde die administrative Stadt (Kota Administratif) aus Teilen der Kecamatan Banda Sakti, Muara Dua, Syamtalira Bayu, Kuta Makmur, Dewantara und Muara Bati gebildet. Später wurden einige dieser Kecamatan zusammengefasst, so dass Anfang 2001 die unabhängige Stadt Kota Lhokseumawe aus den drei Kecamatan Muara Dua, Banda Sakti und Blang Mangat gebildet werden konnte.

## Wirtschaft und Verkehr
In Lhokseumawe gibt es mehrere Strände und Tourismus. Die Stadt verfügt über den Flughafen Malikus Saleh.